# Грб Тајмирије
Грб Тајмирије је био званични симбол једног од бивших субјеката Руске федерације са статусом аутономног округа — Тајмирије. Грб је званично усвојен 1990-их, а са укидањем Тајмирског Долгано-Ненецког аутономног округа користи се као грб Тајмирског Долгано-Ненецког општинског рејона.

## Опис грба
Грб Тајмирије је француски хералдички штит чије је поље азурно-плаве боје и на средини је слика дивље гуске у лету окренута десно (хералдички лијево) у својим природним бојама. 
Изнад крила гуске представљен је бијели круг који симболизује сунце.